# 白楊駅
白楊駅（ペギャンえき、백양역）は、朝鮮民主主義人民共和国江原道平康郡に存在した金剛山電気鉄道の駅（廃駅）である。

## 歴史
- 1925年12月20日：白楊里駅として開業[2]。
- 日時不明：白楊駅に改称。
- 1950年：朝鮮戦争により廃止。